# Manusak
Manusak is een bestuurslaag in het regentschap Kupang van de provincie Oost-Nusa Tenggara, Indonesië. Manusak telt 3048 inwoners (volkstelling 2010).